# Erich Kästner
Erich Kästner (Dresden, 23. veljače 1899. – München, 29. srpnja 1974.), njemački književnik.
Jedan je od najboljih i najcjenjenijih njemačkih pisaca za djecu. Pisao je i epigrame i drame. Studirao je germanistiku i romanistiku te doktorirao filozofiju. Dobitnik je međunarodnih književnih nagrada (Nagrada Hans Christian Andersen 1960.).
Godine 1933. njegove su knjige zabranjene i spaljivane.

## Djela
Autor je niza knjiga za djecu i mladež poput romana:
- "Emil i detektivi" (Emil und die Detektive)
- "Tonček i Točkica" (Pünktchen und Anton),
- "Leteći razred" (Das fliegende Klassenzimmer),
- "Trojica u snijegu" (Drei Männer im Schnee)
- "Emil i tri blizanca" (Emil und die drei Zwillinge),
- "Konferencija životinja" (Die Konferenz der Tiere),
- "Fabian. Pripovijest o moralistu" (Fabian. Die Geschichte eines Moralisten)
- "Blizanke." (Zwillinge)

## Vanjske poveznice
- Liukkonen, Petri. „Erich Kästner”. Books and Writers.